# Donovan Williams
Donovan Kennedy Williams (Houston, 6 settembre 2001) è un cestista statunitense, professionista nella NBA.

## Biografia
È il fratellastro della cestista Kelsey Bone.

## Carriera
Dopo aver trascorso tre stagioni tra i Texas Longhorns e gli UNLV Runnin' Rebels, inizia la carriera professionistica nel 2022 con la squadra di NBA G League dei Long Island Nets. Il 17 gennaio 2023 viene firmato con un two-way contract dagli Atlanta Hawks.

## Statistiche

### NCAA
| Anno      | Squadra         | PG | PT | MP   | TC%  | 3P%  | TL%  | RP  | AP  | PRP | SP  | PP   |
| --------- | --------------- | -- | -- | ---- | ---- | ---- | ---- | --- | --- | --- | --- | ---- |
| 2019-2020 | Texas Longhorns | 26 | 1  | 11,0 | 36,8 | 24,4 | 70,6 | 1,0 | 0,3 | 0,5 | 0,2 | 3,3  |
| 2020-2021 | Texas Longhorns | 15 | 0  | 10,4 | 30,4 | 17,4 | 84,6 | 1,1 | 0,3 | 0,3 | 0,2 | 3,3  |
| 2021-2022 | UNLV R. Rebels  | 27 | 13 | 22,3 | 48,8 | 43,6 | 63,8 | 3,3 | 1,1 | 0,7 | 0,4 | 12,7 |
| Carriera  | Carriera        | 68 | 14 | 15,4 | 43,5 | 33,8 | 66,7 | 2,0 | 0,6 | 0,5 | 0,3 | 7,0  |

#### Massimi in carriera
- Massimo di punti: 32 vs Hartford (11 dicembre 2021)[5]
- Massimo di rimbalzi: 8 vs Wyoming (2 marzo 2022)
- Massimo di assist: 3 (4 volte)
- Massimo di palle rubate: 4 vs Prairie View A&M (15 novembre 2019)
- Massimo di stoppate: 3 vs San Diego State (1º gennaio 2022)
- Massimo di minuti giocati: 37 vs Michigan (19 novembre 2021)

### NBA

#### Regular Season
| Anno      | Squadra       | PG | PT | MP  | TC%  | 3P% | TL% | RP  | AP  | PRP | SP  | PP  |
| --------- | ------------- | -- | -- | --- | ---- | --- | --- | --- | --- | --- | --- | --- |
| 2022-2023 | Atlanta Hawks | 2  | 0  | 2,0 | 40,0 | 0,0 | -   | 1,0 | 0,0 | 0,0 | 0,0 | 2,0 |
| Carriera  | Carriera      | 2  | 0  | 2,0 | 40,0 | 0,0 | -   | 1,0 | 0,0 | 0,0 | 0,0 | 2,0 |

#### Massimi in carriera
- Massimo di punti: 4 vs Boston Celtics (9 aprile 2023)[6]
- Massimo di rimbalzi: 1 (2 volte)
- Massimo di assist: -
- Massimo di palle rubate: -
- Massimo di stoppate: -
- Massimo di minuti giocati: 3 vs Boston Celtics (9 aprile 2023)

### G League
| Anno      | Squadra          | PG | PT | MP   | TC%  | 3P%  | TL%  | RP  | AP  | PRP | SP  | PP   |
| --------- | ---------------- | -- | -- | ---- | ---- | ---- | ---- | --- | --- | --- | --- | ---- |
| 2022-2023 | Long Island Nets | 26 | 18 | 28,4 | 48,0 | 40,2 | 65,8 | 3,7 | 1,6 | 1,0 | 0,5 | 15,4 |
| 2022-2023 | C.P. Skyhawks    | 24 | 22 | 28,5 | 42,4 | 27,6 | 72,2 | 4,8 | 1,4 | 1,1 | 0,5 | 12,8 |
| 2023-2024 | S.C. Warriors    | 48 | 41 | 27,5 | 47,5 | 29,6 | 71,9 | 4,1 | 1,8 | 0,8 | 0,5 | 17,4 |
| Carriera  | Carriera         | 98 | 81 | 28,0 | 46,5 | 31,9 | 70,8 | 4,2 | 1,6 | 0,9 | 0,5 | 15,8 |